# Lage Löfdahl
Lage Löfdahl, född 1938 i Helsingborg är en svensk målare och grafiker. 
Löfdahl är som konstnär autodidakt. Separat har han ställt ut på bland annat Lilla konstsalongen i Malmö, Stadsgalleriet i Halmstad, Galleri Docent Duk i Stockholm, World Fine Art Gallery i New York, Gallery Mac Sarajevo i Bosnien och Galleri Moment i Ängelholm samt medverkat i ett stort antal samlingsutställningar, triennaler och konstrundor bland annat i Kullakonst, Skånes konstförening, Liljevalchs vårsalonger, Grafiska sällskapet och på Charlottenborg i Köpenhamn. Hans konst består av symboliska bilder såsom gamla bilvrak, noshörningar och strutsar huvudsakligen utförda som grafiska blad och i en mindre omfattning i olja eller akrylmålningar. En svit med bilder från Ramlösa varmbadhus fick ett mycket positivt omdöme under 1980-talet. Som illustratör har han bland annat illustrerat Tores visor och Boken om sill. Löfdahl är representerad vid Helsingborgs museum, Malmö museum, Krakow museum i Polen, Statens konstråd, Östergötlands landsting, Gävleborgs landsting, Kristianstads landsting, Uppsala läns landsting, och Malmöhus läns landsting samt ett flertal kommuner.